# Vavrinec Dunajský

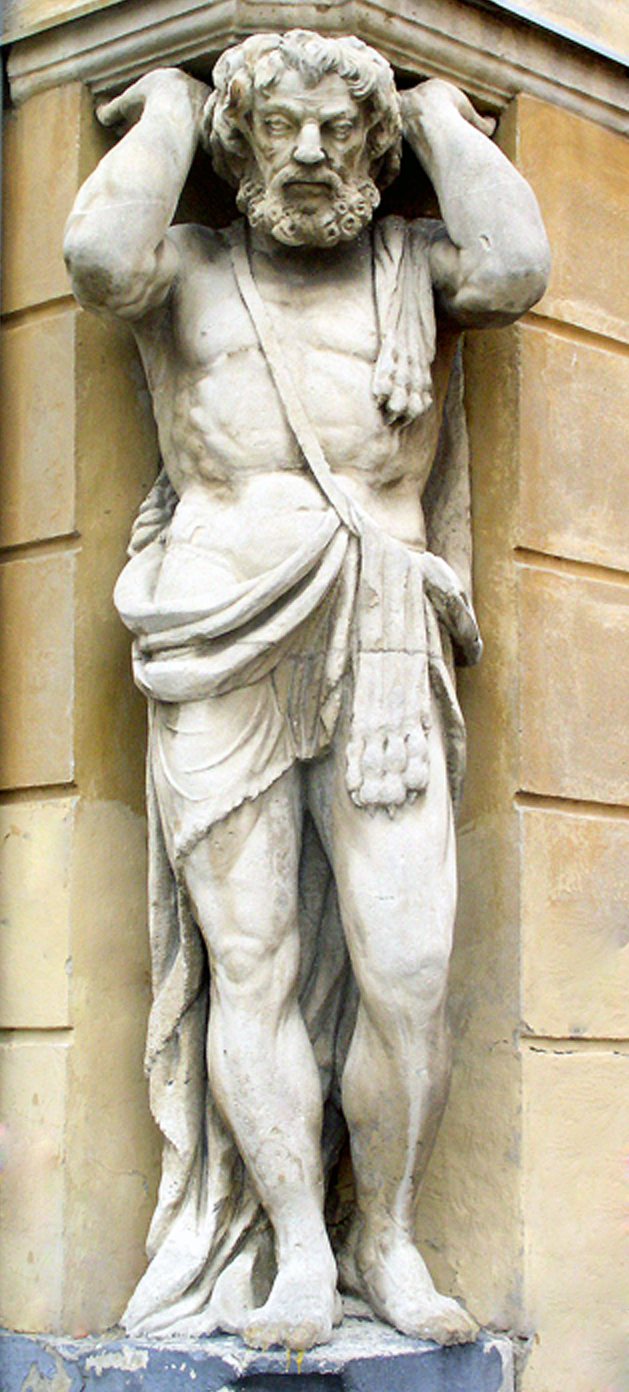
Atlant de Corgoň a la Casa del Cànon de Nitra.

Vavrinec Dunajský (Ľubietová, 5 de juliol de 1784-Budapest, 15 de febrer de 1833) fou un escultor eslovac.

## Vida i obres
Inicialment va rebre els ensenyaments del seu pare, també escultor. A partir de 1800 va entrar d'aprenent en el taller de talla de fusta de Martin Barger en Banská Bystrica.
En 1804 es va traslladar a Viena on va ser alumne de l'acadèmia d'art, paral·lelament va assistir a una escola Exner.
Des de 1809va viure a Budapest, on hi havia una major demanda, allí es va dedicar a la composició escultòrica, en particular de temàtica religiosa, i treballs decoratius, creus, púlpits, altars, i uns altres, situats principalment a Budapest, i també a les ciutats eslovaques (Banská Bystrica, Nitra, Bratislava, etc.)
És famós pel seu treball de l'estàtua del atlant Corgoň a la Casa del Cànon de Nitra. Es tracta de la talla en pedra d'un gegant que sosté el mur de l'edifici com l'Atles mitològic. Aquesta figura decora una de les cantonades de l'edifici.
Vavrinec Dunajský també va construir l'altar major de l'Església de la Santa Creu amb les seves pintoresques figures de la Mare de Déu i la Magdalena en Banská Bystrica.